# ニューヨーク恋泥棒
『ニューヨーク恋泥棒』（原題: The Linguini Incident）は、1991年制作のアメリカ映画。

## ストーリー
流行のクラブ・ダリ。そこで働く、マジシャン志望の美人ウエイトレスのルーシーに、イギリスから来たプレイボーイのモンティはグリーンカード目当ての偽装結婚を持ちかける。ふとしたことから親しくなった二人は、ルーシーの親友ヴィヴィアンと共に、クラブ・ダリの売上金を強奪する計画を立てることになる。

## キャスト
- モンティ：デヴィッド・ボウイ
- ルーシー：ロザンナ・アークエット
- ジャネット：マーリー・マトリン
- ヴィヴィアン：エスター・バリント
- セシル：バック・ヘンリー
- ダンテ：アンドレ・グレゴリー
- デニース：キャシー・キニー
- ミラクル：ヴィヴェカ・リンドフォース